# Kaltengang
Kaltengang (auch: Kaltengange) ist ein abgekommener Ort in der Gemeinde Tattendorf in Niederösterreich.
Der Ort bestand 1258 aus 8 Mansen, wobei nicht sicher ist, ob diese auch bewohnt waren. Weiters wird im Jahr 1384 ein Hof genannt.